# Рендль, Томас Эдвард
Томас Эдвард Рендль VC (англ. Thomas Edward Rendle; 14 декабря 1884, Бедминстер, Бристоль, Великобритания — 1 июня 1946, Кейптаун) — британский военный, сержант Британской армии, кавалер Креста Виктории — высшей военной награды Великобритании.

## Биография

### Служба
Служил в 1-м батальоне лёгкого пехотного полка герцога Корнуольского, был членом военного оркестра. Участвовал в Первой мировой войне.
20 ноября 1914 около бельгийского местечка Вулвергем Рендль во время боя эвакуировал несколько раненых, несмотря на плотный огонь из винтовок, пулемётов и артиллерийских орудий. Своими силами он спас несколько человек, которые находились в окопах и чуть не были заживо похоронены из-за постоянно ведущегося немецкого артиллерийского обстрела. За это он был награждён Крестом Виктории: кавалеру было всего 29 лет.
Дослужившись до звания сержанта, Рендль в 1920 году уволился из армии и переехал в Южную Африку, где стал дирижёром оркестра Кейптаунского стрелкового полка (тогда он назывался «Личные стрелки герцога Эдинбургского»).

### Награды
Крест, которым был награждён Рендль, находится в Музее лёгкого пехотного полка герцога Корнуольского в казармах Виктории в Бодмине, Корнуолл. Также Томас Рендль был награждён русским Георгиевским крестом IV степени и рядом британских медалей.

### Семья
Родители: Джеймс Рендль (художник, декоратор) и Шарлотт Рендль. В семье было всего три сына (все служили в Британской армии) и четверо дочерей.
Супруга: Лилиан Кроу, дочь музыканта из военного оркестра. В браке родились дочь Руби Лилиан Джесси (род. 23 мая 1907) и Эдвард Уильям Вуттон (род. 10 октября 1909).